# Cannes... les 400 coups
Cannes... les 400 coups è un documentario francese del 1997 sul Festival di Cannes diretto da Gilles Nadeau.